# Teldenia
Teldenia là một chi bướm đêm thuộc phân họ Drepaninae.